# キングスマウンテンの戦い
キングスマウンテンの戦い（キングスマウンテンのたたかい、英:Battle of Kings Mountain）は、アメリカ独立戦争中の1780年10月7日に南部戦線のノースカロライナ、キングスマウンテンで、愛国者（アメリカ独立を志向する者）軍民兵と王党派（イギリスへの忠誠を重んじ、独立を志向しない者）軍民兵の間で戦われた戦闘である。愛国者軍の勝利によって、イギリス軍南部方面軍指揮官のチャールズ・コーンウォリスが当てにしていた王党派の支援が潰えてしまったことで重要な意味がある。後にセオドア・ルーズベルトは「アメリカ独立戦争の転換点となった輝かしい勝利だ」と書き記した。

## 背景
1780年8月16日のキャムデンの戦いで大陸軍のホレイショ・ゲイツ将軍が大敗し、イギリス軍のチャールズ・コーンウォリス将軍はジョージアとサウスカロライナを支配下に収め、ノースカロライナ侵攻の作戦を立て始めた。しかし、サウスカロライナでは植民地の者同士の内戦が激しさを増し続けていた。元々イギリス軍が南部に侵攻したのは、南部に潜伏する王党派の民を糾合してこの地域を支配すれば、戦争を有利に進められるという読みであり、正規軍以外に王党派民兵による部隊を結成していた。大陸軍南部方面軍は崩壊状態だったので、一群の自称大佐達、アイザック・シェルビー、イライジャ・クラーク、チャールズ・マクダウエルらによって率いられた愛国者軍民兵が、王党派軍民兵の前哨部隊に奇襲攻撃をかける戦法を採っていた。コーンウォリスは自軍の西方を守るために、パトリック・ファーガソンを送って民兵の指揮を執らせた。
コーンウォリスは1780年9月9日にノースカロライナに入り、9月26日にはシャーロットに到着した。ファーガソンも後を追い、ギルバータウンに前進基地を設営したうえで、愛国者軍の指揮官に、武器を捨てて降伏するか、さもなくば「火と刀でお前達の郷土を破壊してやる」と挑戦状を送った。しかし、この乱暴な物言いはアパラチア開拓民からなる民兵を焚きつけただけであり、ファーガソンの王党派軍が来る前に戦闘に討って出ることに決めた。これらの民兵は山を越えてきていたので、オーバー・マウンテン部隊とも呼ばれていた。総勢は約900名とされているが、実際にはもう少し多かった可能性がある。全体を統率する指揮系統は無く、ウィリアム・キャンベル、ジョン・セビア、ジョセフ・マクダウエル、ベンジャミン・クリーブランド、ジェイムズ・ウィリャムズら大佐達がそれぞれの部隊を指揮していた。他にもジョセフ・ウィンストン、エドワード・レイシー、フレデリック・ハムブライトといった大尉達が独自の部隊を率いていた。
王党派軍は、ファーガソン以外はすべて王党派のアメリカ植民地人であり、1,000名を超える訓練された民兵であった。

## 戦闘
戦端は1780年10月7日に開かれた。デイビッド・クロケットの父親であるジョン・クロケットや、テネシーの初期開拓者でオーバー・マウンテン部隊の指導者であるギルバート・クリスティアンを含む900名の愛国者軍が夜明けにキングスマウンテンの基地に接近した。愛国者軍は100名から200名の兵士からなる8つの部隊になっていた。ジョン・セビアとウィリアム・キャンベルに率いられた2つの部隊が、山の「ハイヒール」、狭いが最も標高が高い地点を急襲した。シェルビー、ウィリャムズ、クリーブランド、マクダウエル、およびウィンストンに率いられた6つの部隊は、山の「ヒール」の側、基地の「ボール」（足裏の土踏まずの前にある丸い部分）にあたる場所にいた王党派主力部隊に攻撃を仕掛けた。
愛国者軍は丘によじ登り、岩や木の陰から緋色の上着の王党派を銃撃した。ファーガソンは部隊を鼓舞して、キャンベルとセビアの部隊に銃剣攻撃を掛けさせた。愛国者軍は銃剣が無かったので撤退し丘を降りて森に入った。しかしキャンベルは部隊を再結集させて、丘の麓に取って返し銃撃を再開した。ファーガソンは更に2度銃剣攻撃を掛けた。この攻撃でジェイムズ・ウィリャムズ大佐が戦死し、マクダウエル大佐は傷を負った。しかし銃剣攻撃が終わるごとに、愛国者軍は丘の麓に戻り銃撃を再開した。愛国者軍は絶え間なく動いていたので、王党派軍は目標を定めるのが難しかった。
数時間の戦闘後、王党派の損害が増えていった。ファーガソンは馬に乗って丘を前後に行き来し、戦闘の合図である銀の笛を吹き鳴らしていた。ファーガソンは死に物狂いになっていて、士官上着の上に格子縞のシャツを羽織った。愛国者兵士の一人がこれを目敏く見つけて、即座に同僚の注意を喚起した。この時愛国者軍は丘の頂上の王党派軍を圧倒しており、多くのライフル銃がファーガソンを襲った。ファーガソンは鞍から落ちて死んだ。
指揮官の戦死を目の当たりにした王党派兵は戦意を失い、武器を挙げて降伏を始めた。ワックスホーの虐殺などで痛い思いをしていた愛国者軍は報復の念が強く、捕虜を取るようなムードではなかった。愛国者軍は銃撃を続け、「やつらにタールトンの慈悲を」と叫んでいた。しかし流血の数分後には愛国者達も自制心を取り戻し、ほぼ700名を捕虜にした。

## 戦闘の後
王党派軍は157名が戦死し、163名が重傷を負った。降伏したものは698名であった。愛国者軍は戦死28名、傷者62名であった。王党派の捕虜で歩けるものは戦場から数マイル離れた宿営地に連行された。死体と傷者は戦場に放置された。愛国者達は寝返っていた王党派9人を絞首刑に処した。ノースカロライナの刑法違反で州裁判所に引き出された王党派の者もいたとのことである。絞首刑にされた者は、放火、家屋破壊および市民殺害の廉で刑を執行された。
ワトーガ開拓地のジョセフ・グリアが600マイル(950 km)の距離を1ヶ月掛けて、大陸会議にこの戦闘での勝利を伝えた。グリアは11月7日にフィラデルフィアに到着し 、愛国者軍勝利の報告は意気消沈していた大陸会議を元気付けた。
1931年、アメリカ合衆国議会はキングスマウンテン国立軍事公園を戦場跡に創った。公園の管理事務所はブラックスバーグにあり、毎年25万人の観光客が訪れている。